# Phòng thí nghiệm Quốc gia Lawrence Berkeley
Phòng thí nghiệm Quốc gia Lawrence Berkeley (tiếng Anh: Lawrence Berkeley National Laboratory, viết tắt là LBNL hoặc LBL) là một phòng thí nghiệm quốc gia của Hoa Kỳ, đặt ở Đồi Berkely gần Berkeley, California. Đây là nơi tiến hành các nghiên cứu khoa học công khai dưới danh nghĩa của Bộ Năng lượng Hoa Kỳ. Nó được quản lý và vận hành bởi Đại học California, với học xá Berkeley nằm ngay cạnh đó. Các kế hoạch được trường đại học thông báo vào năm 2012 về việc một thành lập một học xá Berkeley Lab thứ hai bên cạnh học xá Berkeley trên mảnh đất nó sở hữu ở gần Richmond. Được thành lập bởi Ernest Lawrence để tập trung nghiên cứu cho Dự án Manhattan, Phòng thí nghiệm ngày nay trở thành một trung tâm nghiên cứu quốc tế với 14 lĩnh vực khác nhau và ngân 722 triệu đô la (năm 2013). Trong số các nhà khoa học từng làm việc cho phòng thí nghiệm 13 người đã nhận giải Nobel và hơn 50 người là thành viên Viện hàn lâm Khoa học Quốc gia Hoa Kỳ. Một trong những cựu giám đốc của phòng thí nghiệm, Steven Chu, được bổ nhiệm làm Bộ trưởng Năng lượng Hoa Kỳ dưới nhiệm kỳ đầu của Tổng thống Barack Obama